# Freibad (Film)
Freibad ist eine deutsche Filmkomödie von Doris Dörrie, die am 1. September 2022 in den deutschen Kinos startete. Sie thematisiert kulturelle Akzeptanz und gesellschaftliches Miteinander. Der Film feierte am 25. Juni 2022 im Rahmen des Filmfests München seine Premiere.

## Handlung
Im einzigen Freibad für Frauen treffen viele verschiedene Kulturen aufeinander. Die Protagonistinnen Eva und Gabi kennen sich bereits viele Jahre und reden immer wieder von ihrer Zeit in den 1970er-Jahren. Beide besuchen schon lange das Freibad. Eva war erfolgreiche Sängerin, bis sie wegen Gehörproblemen die Töne nicht mehr traf. Sie wird noch gelegentlich von Fans erkannt. Um über die Runden zu kommen, untervermietet sie ein Zimmer ihrer Wohnung an Nils. Sie vertritt Standpunkte des Zweite-Welle-Feminismus. Unter der Befreiung der Frau versteht sie unter anderem, sich nicht zu verhüllen.
Yasemin ist ambitionierte Freizeitsportlerin. Sie trägt allerdings beim Schwimmen einen Burkini. Eva empfindet das als Unterdrückungssymbol. Sie konfrontiert die Bademeisterin Steffi damit, dass sie Yasemins Badekleidung unangebracht findet. Da der Burkini allerdings nicht gegen die Badeordnung verstößt, muss Eva sich geschlagen geben. Um Yasemin zu provozieren, legt Eva ihr Bikinioberteil ab und kreuzt im Schwimmbecken die Bahn, in der Yasemin schwimmt. Als es zu einer Konfrontation kommt, wird Eva darauf aufmerksam gemacht, dass das Oben-ohne-Schwimmen gegen die Badeordnung verstößt.
Paula versucht Yasemins Aufmerksamkeit zu bekommen. Dabei freundet sie sich mit Kim an. Kim ist transsexuell und wird als Frau im Freibad akzeptiert. Kim betreibt den Imbissgrill des Freibads.
Eva und ihre Freundin Gabi fühlen sich durch die türkische Frauengruppe gestört, die im Freibad grillt. Dabei wird gezeigt, dass unter anderem die Mutter von Yasemin zu dieser Gruppe gehört. Yasemins Mutter Emine lebt geschieden, trägt ihre Haare offen und ist nicht erfreut, dass ihre Tochter im Burkini schwimmt. Sie selbst ist Nichtschwimmerin.
Als an einem Tag eine große Gruppe muslimischer Frauen ins Schwimmbad kommt, in der alle Frauen eine Burka tragen, kommt es zu Unruhen unter den Badegästen. Die Frauen sind aus der Schweiz, sehr wohlhabend und betrachten sich als Geflüchtete. Nachdem die Schweiz ein Burkaverbot erlassen hat, sehen sie einen Zufluchtsort im Frauenfreibad. Steffi, die selbst aus der Schweiz kommt, hatte dort für das Burkaverbot gestimmt.
Da die Bademeisterin durch die neuen Konflikte zwischen den Badegästinnen zunehmend zur Streitschlichterin wird, ist sie sehr angespannt. Als dann noch Kot im Becken gefunden und Steffi gerufen wird, um ihn zu beseitigen, kündigt sie.
Um den weiteren Betrieb des Freibads zu ermöglichen, braucht die Besitzerin 'Rocky' schnell einen neuen Bademeister. Eva vermittelt Nils in die Stelle. Er ist ein guter Schwimmer, und da keine anderen Fachkräfte in der Kürze der Zeit gefunden werden konnten, bekommt er den Job. Daraufhin versucht Yasemin, Nils zu imponieren. Nach einer Streitigkeit mit ihrer Mutter Emine wegen des Burkinis bittet diese Yasemin, ihr das Schwimmen beizubringen. Yasemin versucht nach einiger Zeit, Nils in eine Unterhaltung zu verwickeln und bemerkt nicht, wie ihre Mutter zu ertrinken droht. Nils rettet sie.
Die Schweizer Frauen wollen nicht mehr in ein Freibad gehen, in dem ein Mann anwesend ist. Durch einen Streit zwischen Eva, den Schweizerinnen, Yasemin und der Familie von Emine kommt es zum Handgemenge. Eva wird von der Polizei abgeführt.
Am kommenden Tag bleiben die finanzstarken Schweizerinnen dem Freibad fern.
Paula organisiert einen „Girlskott“ (Boykott, wobei das „Boy“ demonstrativ durchgestrichen wurde.) Sie sieht in dem Fernbleiben der muslimischen Frauen eine Folge von antimuslimischem Rassismus und patriarchaler Gewalt.
Eva und Gabi streiten sich darüber, ob Evas Streit mit den muslimischen Frauen das Freibad ruiniert habe. Nachdem es an diesem Tag schließt, kommen sich Rocky und der Aushilfsbademeister Nils näher. Am selben Abend beschließen Emine und Yasemin, dass Yasemin ihrer Mutter zur Versöhnung nun wirklich das Schwimmen richtig beibringt. Paula, die als Protestaktion vor dem Freibad campieren wollte, kommt im Zelt Kim näher.
Als Zeichen, dass sie sich nicht mehr an den Burkas der Schweizerinnen stört, und den Streit beilegen will, fährt Eva mit dem Fahrrad in einer Burka zu Gabi und versucht, sich bei ihr zu entschuldigen. Die beiden sehen sich am Freibad wieder und wollen heimlich noch einmal ins Wasser.
Die vier Paare treffen sich alle zufällig nachts am Becken, und Kim hält eine Rede, wie sehr das Freibad eine Heimat und ein Schutzraum ist, dass Kim sich dort frei entfalten kann und der Fortbestand essenziell für sie alle ist. Am kommenden Tag übernimmt Yasemin den Job als Bademeisterin. Die Schweizer Muslimas kommen wieder. Der Betrieb kann wieder aufgenommen werden. Eva trägt als Versöhnungsgeste einen Badeanzug mit dem Aufdruck eines blanken Busens.

## Hintergrund
Doris Dörrie schrieb das Drehbuch zum Film gemeinsam mit Karin Kaci und Madeleine Fricke und führte auch Regie. Die Eigenproduktion der Constantin Film wurde unter anderem vom FilmFernsehFonds Bayern mit 750.000 Euro gefördert. Einige der Handlungsstränge wurden aus dem realen Lorettobad in Freiburg im Breisgau übernommen und im Film überspitzt dargestellt. So zum Beispiel der Konflikt der Stammbesucherinnen mit den muslimischen Frauen aus dem benachbarten Elsass. So musste die Polizei im Jahr 2016 tatsächlich zweimal Streit im Bad schlichten. Auch weitere Szenen wie Fäkalien im Wasser (im Lorettobad auf der Wiese) oder das Grillen auf der Liegewiese wurden ebenfalls vom Lorettobad übernommen. Auch im Lorettobad haben sich erst durch den Einsatz eines männlichen Bademeisters, weswegen die muslimischen Frauen wegblieben, die Konflikte wieder weitgehend beruhigt. Zudem gab es eine Petition, initiiert von einer Studentin gegen männliche Bademeister, die im Sande verlief. Ursprünglich war es Wunsch von Dörrie, das Lorettobad als Kulisse zu nutzen; aufgrund von Algenbildung durch die pandemiebedingte Schließung im Jahr 2020 wurde hiervon jedoch abgesehen, da die Freiburgerinnen nicht ein weiteres Jahr auf ihr Frauenbad verzichten sollten.
Der Film gilt als Green Production. Da der Großteil der 31 Drehtage an einem Standort gedreht wurde, konnte im Bereich der Transportkosten stark eingespart werden. Neu waren Maßnahmen wie der Einsatz eines mobilen Stromspeichers statt Diesel-Generatoren.
Parallel zur Entstehung des Films adaptierte Paulina Stulin diesen basierend auf dem Drehbuch als gleichnamigen Comic.
Die Dreharbeiten fanden im August 2021 im Freibad Ainhofen, Landkreis Dachau, statt.

## Kritiken
Eine Rezensentin der NZZ schrieb, der Film habe eine herrliche politische Unkorrektheit. Er spiele mit Klischees; die Wirklichkeit bestätige aber deren wahren Kern.